# Light + Shade
Light + Shade es un álbum de dos discos del músico inglés Mike Oldfield. Es el primero que lanzó con la productora Mercury Records y fue lanzado el 26 de septiembre de 2005. La mayor parte de las pistas de este disco ya habían visto la luz en la bandas sonoras de sus juegos de realidad virtual «Tres Lunas» y «Maestro».

## Fondo
El álbum ofrece dos tipos de música para dos tipos diferentes de atmósferas, uno por cada disco. Los primeros nueve temas corresponden a «Light» e incluyen temas tranquilos y brillantes. La segunda parte del álbum, «Shade» proporciona, por el contrario, un sentimiento más oscuro.
En su página web oficial Mike Oldfield publicó que, al margen de la versión estándar del álbum, se iba a publicar una versión 5.1 del álbum que había grabado aparte. Sin embargo, en 2010 aún no había visto la luz. Y por otra parte, Mike Oldfield también publicó cuatro temas del disco en formato «U-MYX» para aquellos fans que quisieran mezclar por su cuenta.
La afición que Oldfield tiene por las modificaciones volvió a quedar patente, esta vez en forma del software «Vocaloid». El tema «Surfing», en el que se utilizó dicho software fue elegido para convertirse en el sencillo del álbum. Una de las opciones del software llamada «Miriam» en honor de la cantante Miriam Stockley y con quien ya había trabajado Oldfield anteriormente, se usó en el tema «Tears of an Angel» y donde podemos encontrar a Miriam cantando sin el software de voz.
Los temas «First Steps» y «Ringscape» fueron arreglados por Robyn Smith. Christopher von Deylen aparece como artista invitado en «Nightshade», favor que Oldfield agradeció introduciendo su guitarra en «Morgentau», una pista del álbum «Tag und Nach» de la banda de Deylen, Schiller.
Para el tema «Quicksilver», Oldfield eligió este nombre porque es otro de los nombres con los que se conoce al mercurio, metal que también da nombre a la discografía con la que Oldfield trabajaba en ese momento. En su siguiente álbum repiitió la idea y nombró a uno de sus temas «Musica Universalis», ya que pasó a trabajar con Universal Music. Y para el tema «Blackbird», Oldfield se basó en el nombre de una de sus motos, la Honda CBR1100XX Blackbird.
El tema Romance es una versión Techno del Estudio de Rubira, por Antonio Rubira.

## Lista de canciones
- Toda la música compuesta por Mike Oldfield, excepto donde se indica.

| Light |                                          |          |  |
| N.º   | Título                                   | Duración |  |
| 1.    | «Angelique»                              | 4:40     |  |
| 2.    | «Blackbird»                              | 4:39     |  |
| 3.    | «The Gate»                               | 4:14     |  |
| 4.    | «First Steps»                            | 10:02    |  |
| 5.    | «Closer»                                 | 2:51     |  |
| 6.    | «Our Father»                             | 6:50     |  |
| 7.    | «Rocky»                                  | 3:19     |  |
| 8.    | «Sunset»                                 | 4:47     |  |
| 9.    | «Près de Toi» (Bonus track, Tradicional) | 6:28     |  |

| Shade |                                           |          |  |
| N.º   | Título                                    | Duración |  |
| 1.    | «Quicksilver»                             | 5:55     |  |
| 2.    | «Resolution»                              | 4:33     |  |
| 3.    | «Slipstream» (Mike Oldfield, Jason Cluts) | 5:15     |  |
| 4.    | «Surfing»                                 | 5:36     |  |
| 5.    | «Tears of an Angel»                       | 5:38     |  |
| 6.    | «Romance»                                 | 4:00     |  |
| 7.    | «Ringscape»                               | 4:22     |  |
| 8.    | «Nightshade»                              | 5:11     |  |
| 9.    | «Lakme» (Bonus track)                     | 4:55     |  |
| 10.   | «Cook's Tune» (Bonus track)               | 3:15     |  |

## Pistas en U-MYX
- "Quicksilver" (U-MYX version)
- "Our Father" (U-MYX version)
- "Slipstream" (U-MYX version)
- "Angelique" (U-MYX version)

## Equipamiento
| - Fender Strat (pink) 1963 - Paul Reed Smith Signature 1990 - Ramirez Classical 1974 - Fender Precision Bass 1964 - Steinway Grand 1928 - Roland - Yamaha | - Mac G5 (Logic 7) - PC (Windows XP Pro con FL Studio) - Glaresoft: iDrum - Linplug: Albino 2 - Native Instruments: Absynth 3 / Altered States / FM7 / Morphology / Reaktor / Sounds of Polynesia / Wired - reFX: Sintetizador Vanguard - Spectrasonics: Atmosphere / Stylus RMX - Steinberg: Groove Agent / Hypersonic / Kantos / Slayer / XPhrase - Software de voz digital: Vocaloid / Cantor |